# 費諾薩聯合集團
費諾薩聯合集團（Unión Fenosa, S.A.）是曾經的一家西班牙能源公司，主要產業為天然氣和電力。總部位於馬德里，原列於IBEX 35中，現已併入天然氣公司。

## 歷史
該公司的歷史可追溯至1912年成立的Unión Eléctrica Madrileña。1970年公司改名為Unión Eléctrica。1982年與Fuerza Eléctrica de Noroeste, S.A. (Fenosa)合併形成Unión Eléctrica Fenosa。2000年名稱簡略至Unión Fenosa。
2008年之前45%的股份由ACS集團持有，2008年7月被天然氣公司以76億歐元的價格買下ACS集團手中的股份，並在次年將該公司收購。

## 外部連結
- www.unionfenosa.es （页面存档备份，存于）
- Union Fenosa Investing in India
- Union Fenosa´s ongoing dispute in Guatemala （页面存档备份，存于）